# Lyle Lovett

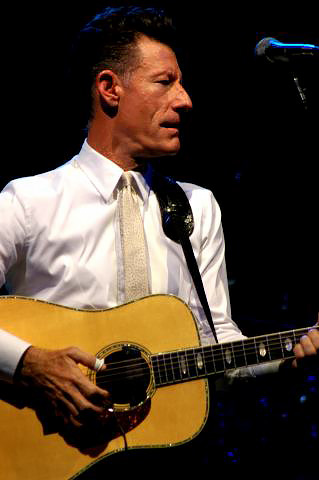
Lyle Lovett (2005)

Lyle Lovett (Houston, Texas, 1 november 1957) is een Amerikaans zanger en acteur. Hij was van 1993 tot 1995 getrouwd met actrice Julia Roberts.
In Nederland en België heeft hij niet veel hits gehad. Zijn bekendste nummer is She's no lady, waarvan hij later ook een akoestische versie bij Jan Douwe Kroeske in het programma 2 Meter Sessies opnam. In de Verenigde Staten had hij in 1986 een top tien-hit met Cowboy Man.
Als acteur speelde hij sinds 1983 in vele televisieseries, zoals Mad About You en Dharma & Greg, en films, waarvan de bekendste Fear and Loathing in Las Vegas is.

## Discografie

### Albums
- Lyle Lovett (1986)
- Pontiac (1987)
- Lyle Lovett and his Large Band (1989)
- Joshua Judges Ruth (1992)
- I Love Everybody (1994)
- The Road to Ensenada (1996)
- Step Inside This House (1998)
- My Baby Don't Tolerate (2003)
- Smile: Songs From The Movies (2003)
- It's Not Big, It's Large (2007)
- Natural Forces (2009)
- Release Me (2012)
- 12th of June (2022)

| Album met hitnotering(en) in de Vlaamse Ultratop 200 albums | Datum van verschijnen | Datum van binnenkomst | Hoogste positie | Aantal weken | Opmerkingen |
| ----------------------------------------------------------- | --------------------- | --------------------- | --------------- | ------------ | ----------- |
| Release me                                                  | 2012                  | 02-06-2012            | 147             | 1*           |             |